# Comuna Andrușivka, Șumsk
Andrușivka (în ucraineană Андрушівка) este o comună în raionul Șumsk, regiunea Ternopil, Ucraina, formată din satele Andrușivka (reședința), Kuteanka, Peremorivka și Ruska Huta.

## Demografie
Componența lingvistică a comunei Andrușivka
     Ucraineană (99,14%)
     Alte limbi (0,61%)
Conform recensământului din 2001, majoritatea populației comunei Andrușivka era vorbitoare de ucraineană (99,14%), existând în minoritate și vorbitori de alte limbi.